# AEW World Tag Team Championship
L'AEW World Tag Team Championship (que l'on peut traduire par championnat du monde par équipe de la AEW) est un championnat de catch (lutte professionnelle) utilisé par la All Elite Wrestling (AEW).

## Historique
Le 18 septembre 2019, la All Elite Wrestling (AEW) annonce l'organisation d'un tournoi pour désigner les premiers champions du monde par équipes de cette fédération. Les participants sont :
- The Young Bucks (Matt et Nick Jackson)[1]
- Private Party (Isiah Kassidy et Marq Quen)[1]
- The Lucha Brothers (Pentagón Jr. et Rey Fénix)[1]
- Jurassic Express (Jungle Boy et Marko Stunt)[1]
- Best Friends (Trent et Chuck Taylor)[1]
- SoCal Uncensored (Frankie Kazarian et Scorpio Sky)[1]
- The Dark Order (Evil Uno et Stu Grayson)[1]

The Dark Order est la seule équipe exempté de premier tour. Le 3 octobre, l'AEW dévoile sur les réseaux sociaux les deux ceintures de champion du monde par équipes.

### Tournoi inaugural
|  | Quarts de finale                  | Quarts de finale           | Quarts de finale           | Quarts de finale           |                  |                  | Demi-finales               | Demi-finales               | Demi-finales               | Demi-finales               |  |  | Finale                     | Finale                     | Finale                     | Finale                     |
|  |                                   |                            |                            |                            |                  |                  |                            |                            |                            |                            |  |  |                            |                            |                            |                            |
|  | Le 9 octobre 2019 à Boston        | Le 9 octobre 2019 à Boston | Le 9 octobre 2019 à Boston | Le 9 octobre 2019 à Boston |                  |                  | Le 23 octobre à Pittsburgh | Le 23 octobre à Pittsburgh | Le 23 octobre à Pittsburgh | Le 23 octobre à Pittsburgh |  |  | Le 30 octobre à Charleston | Le 30 octobre à Charleston | Le 30 octobre à Charleston | Le 30 octobre à Charleston |
|  | Le 9 octobre 2019 à Boston        | Le 9 octobre 2019 à Boston | Le 9 octobre 2019 à Boston | Le 9 octobre 2019 à Boston |                  |                  | Le 23 octobre à Pittsburgh | Le 23 octobre à Pittsburgh | Le 23 octobre à Pittsburgh | Le 23 octobre à Pittsburgh |  |  | Le 30 octobre à Charleston | Le 30 octobre à Charleston | Le 30 octobre à Charleston | Le 30 octobre à Charleston |
|  | Young Bucks                       | Young Bucks                | 13:39                      | 13:39                      |                  |                  | Le 23 octobre à Pittsburgh | Le 23 octobre à Pittsburgh | Le 23 octobre à Pittsburgh | Le 23 octobre à Pittsburgh |  |  | Le 30 octobre à Charleston | Le 30 octobre à Charleston | Le 30 octobre à Charleston | Le 30 octobre à Charleston |
|  | Young Bucks                       | Young Bucks                | 13:39                      | 13:39                      |                  |                  | Le 23 octobre à Pittsburgh | Le 23 octobre à Pittsburgh | Le 23 octobre à Pittsburgh | Le 23 octobre à Pittsburgh |  |  | Le 30 octobre à Charleston | Le 30 octobre à Charleston | Le 30 octobre à Charleston | Le 30 octobre à Charleston |
|  | Private Party                     | Private Party              | Tombé                      | Tombé                      |                  |                  | Le 23 octobre à Pittsburgh | Le 23 octobre à Pittsburgh | Le 23 octobre à Pittsburgh | Le 23 octobre à Pittsburgh |  |  | Le 30 octobre à Charleston | Le 30 octobre à Charleston | Le 30 octobre à Charleston | Le 30 octobre à Charleston |
|  | Private Party                     | Private Party              | Tombé                      | Tombé                      | Private Party    | Private Party    | 12:24                      | 12:24                      |                            |                            |  |  | Le 30 octobre à Charleston | Le 30 octobre à Charleston | Le 30 octobre à Charleston | Le 30 octobre à Charleston |
|  | Le 16 octobre 2019 à Philadelphie |                            |                            |                            | Private Party    | Private Party    | 12:24                      | 12:24                      |                            |                            |  |  | Le 30 octobre à Charleston | Le 30 octobre à Charleston | Le 30 octobre à Charleston | Le 30 octobre à Charleston |
|  |                                   |                            | Lucha Brothers             | Lucha Brothers             | Tombé            | Tombé            |                            |                            |                            |                            |  |  | Le 30 octobre à Charleston | Le 30 octobre à Charleston | Le 30 octobre à Charleston | Le 30 octobre à Charleston |
|  | Lucha Brothers                    | Lucha Brothers             | Lucha Brothers             | Lucha Brothers             | Tombé            | Tombé            | Tombé                      | Tombé                      |                            |                            |  |  | Le 30 octobre à Charleston | Le 30 octobre à Charleston | Le 30 octobre à Charleston | Le 30 octobre à Charleston |
|  | Lucha Brothers                    | Lucha Brothers             | Le 23 octobre à Pittsburgh |                            |                  |                  | Tombé                      | Tombé                      |                            |                            |  |  | Le 30 octobre à Charleston | Le 30 octobre à Charleston | Le 30 octobre à Charleston | Le 30 octobre à Charleston |
|  | Jurassic Express                  | Jurassic Express           | 11:31                      | 11:31                      |                  |                  |                            |                            |                            |                            |  |  | Le 30 octobre à Charleston | Le 30 octobre à Charleston | Le 30 octobre à Charleston | Le 30 octobre à Charleston |
|  | Jurassic Express                  | Jurassic Express           | 11:31                      | 11:31                      | Lucha Brothers   | Lucha Brothers   | 12:37                      | 12:37                      |                            |                            |  |  |                            |                            |                            |                            |
|  | Le 16 octobre 2019 à Philadelphie |                            |                            |                            | Lucha Brothers   | Lucha Brothers   | 12:37                      | 12:37                      |                            |                            |  |  |                            |                            |                            |                            |
|  |                                   |                            | SoCal Uncensored           | SoCal Uncensored           | Tombé            | Tombé            |                            |                            |                            |                            |  |  |                            |                            |                            |                            |
|  | Best Friends                      | Best Friends               | SoCal Uncensored           | SoCal Uncensored           | Tombé            | Tombé            | 9:57                       | 9:57                       |                            |                            |  |  |                            |                            |                            |                            |
|  | Best Friends                      | Best Friends               |                            |                            |                  |                  |                            |                            |                            |                            |  |  |                            |                            |                            |                            |
|  | SoCal Uncensored                  | SoCal Uncensored           | Tombé                      | Tombé                      |                  |                  |                            |                            |                            |                            |  |  |                            |                            |                            |                            |
|  | SoCal Uncensored                  | SoCal Uncensored           | Tombé                      | Tombé                      | SoCal Uncensored | SoCal Uncensored | Tombé                      | Tombé                      |                            |                            |  |  |                            |                            |                            |                            |
|  |                                   |                            |                            |                            | SoCal Uncensored | SoCal Uncensored | Tombé                      | Tombé                      |                            |                            |  |  |                            |                            |                            |                            |
|  |                                   |                            | The Dark Order             | The Dark Order             | 13:59            | 13:59            |                            |                            |                            |                            |  |  |                            |                            |                            |                            |
|  | The Dark Order                    |                            | The Dark Order             | The Dark Order             | 13:59            | 13:59            |                            |                            |                            |                            |  |  |                            |                            |                            |                            |
|  |                                   |                            |                            |                            |                  |                  |                            |                            |                            |                            |  |  |                            |                            |                            |                            |
|  | Exempt                            |                            |                            |                            |                  |                  |                            |                            |                            |                            |  |  |                            |                            |                            |                            |
|  |                                   |                            |                            |                            |                  |                  |                            |                            |                            |                            |  |  |                            |                            |                            |                            |
|  |                                   |                            |                            |                            |                  |                  |                            |                            |                            |                            |  |  |                            |                            |                            |                            |

## Historique des règnes
| #  | Champions                                              | Règne | Date              | Durée     | Évènement              | Lieu                              | Notes | Réf    |
| -- | ------------------------------------------------------ | ----- | ----------------- | --------- | ---------------------- | --------------------------------- | --- | ------ |
| 1  | SoCal Uncensored (Frankie Kazarian et Scorpio Sky)     | 1er   | 30 octobre 2019   | 83 jours  | Dynamite               | Charleston (Virginie-Occidentale) | Ils battent les Lucha Brothers en finale du tournoi inaugural pour devenir les premiers Champions du monde par équipe. | [ 3 ]  |
| 2  | The Elite ("Hangman" Adam Page et Kenny Omega)         | 1er   | 21 janvier 2020   | 228 jours | Dynamite               | Nassau ( Bahamas)                 | À bord du Norwegian Pearl lors du Chris Jericho's Rock 'N' Wrestling Rager at Sea, alors qu'il était amarré à Nassau, aux Bahamas, ils battent SCU pour devenir les seconds champions du monde par équipe.                                      | [ 4 ]  |
| 3  | FTR (Cash Wheeler et Dax Harwood)                      | 1er   | 5 septembre 2020  | 63 jours  | All Out                | Jacksonville (Floride)            | Ils battent "Hangman" Adam Page et Kenny Omega pour devenir les troisièmes champions du monde par équipe. | [ 5 ]  |
| 4  | The Young Bucks (Matt et Nick Jackson)                 | 1er   | 7 novembre 2020   | 302 jours | Full Gear              | Jacksonville (Floride)            | Ils battent FTR pour devenir les quatrièmes champions du monde par équipe. | [ 6 ]  |
| 5  | Lucha Brothers (Penta El Zero M et Rey Fénix)          | 1er   | 5 septembre 2021  | 122 jours | All Out                | Hoffman Estates (Illinois)        | Ils battent les Young Bucks dans un Steel Cage match pour devenir les cinquièmes champions du monde par équipe. | [ 7 ]  |
| 6  | Jurassic Express (Jungle Boy et Luchasaurus)           | 1er   | 5 janvier 2022    | 161 jours | Dynamite               | Newark (New Jersey)               | Ils battent les Lucha Brothers pour devenir les sixièmes champions du monde par équipe. | [ 8 ]  |
| 7  | The Young Bucks (Matt et Nick Jackson)                 | 2e    | 15 juin 2022      | 28 jours  | Dynamite               | Saint-Louis (Missouri)            | Ils battent Jurassic Express dans un Ladder match et deviennent la première équipe à gagner deux fois les ceintures. | [ 9 ]  |
| 8  | Swerve in our Glory (Keith Lee et Swerve Strickland)   | 1er   | 13 juillet 2022   | 70 jours  | Dynamite: Fyter Fest   | Savannah (Géorgie)                | Ils battent les Young Bucks et la Team Taz dans un 3-Way Tag Team matchpour devenir les septièmes champions du monde par équipe. | [ 10 ] |
| 9  | The Acclaimed (Anthony Bowens et Max Caster)           | 1er   | 21 septembre 2022 | 140 jours | Dynamite: Grand Slam   | Queens (New York)                 | Ils battent Swerve in Our Glory (Keith Lee et Swerve Strickland) pour devenir les huitièmes champions du monde par équipe. | [ 11 ] |
| 10 | The Gunns (Colten et Austin Gunn)                      | 1er   | 8 février 2023    | 56 jours  | Dynamite               | El Paso (Texas)                   | Ils battent The Acclaimed (Anthony Bowens et Max Caster)pour devenir les neuvièmes champions du monde par équipe. | [ 12 ] |
| 11 | FTR (Cash Wheeler et Dax Harwood)                      | 2e    | 5 avril 2023      | 185 jours | Dynamite               | Elmont (New York)                 | Ils battent les Gunns dans un Title vs. Career match, deviennent la seconde équipe à gagner deux fois les ceintures et conservent leurs places au sein de la compagnie.                                                                         | [ 13 ] |
| 12 | Ricky Starks et Big Bill                               | 1er   | 7 octobre 2023    | 123 jours | Collision              | Salt Lake City (Utah)             | Ils battent FTR pour devenir les dixièmes champions du monde par équipe. | [ 14 ] |
| 13 | Sting et Darby Allin                                   | 1er   | 7 février 2024    | 25 jours  | Dynamite               | Phoenix (Arizona)                 | Ils battent Big Bill et Ricky Starks dans un Tornado Tag Team match pour devenir les onzièmes champions du monde par équipe. | [ 15 ] |
| —  | Vacant                                                 | —     | 3 mars 2024       | 49 jours  | Revolution             | Greensboro (Caroline du Nord)     | En raison du départ à la retraite de Sting, Darby Allin est contraint d'abandonner les ceintures. Le président de la fédération, Tony Khan, annonce officiellement l'organisation d'un nouveau tournoi afin de couronner de nouveaux champions. | [ 16 ] |
| 14 | The Young Bucks (Matthew et Nicholas Jackson)          | 3e    | 21 avril 2024     | 192 jours | Dynasty                | Saint-Louis (Missouri)            | Ils battent FTR en finale du tournoi pour les titres vacants dans un Ladder match, deviennent la première équipe à gagner trois fois les ceintures et au plus grand nombre de règnes.                                                           | [ 17 ] |
| 15 | Private Party (Isiah Kassidy et Marq Quen)             | 1er   | 30 octobre 2024   | 84 jours  | Dynamite: Fright Night | Cleveland (Ohio)                  | Ils battent les Young Bucks pour devenir les douzièmes champions du monde par équipe. | [ 18 ] |
| 16 | The Hurt Syndicate (Bobby Lashley et Shelton Benjamin) | 1er   | 22 janvier 2025   | 53 jours+ | Dynamite               | Knoxville (Tennessee)             | Ils battent les Private Party pour devenir les treizièmes champions du monde par équipe. | [ 19 ] |

## Règnes combinés

### En solo
| Signe | Notes                          |
| ----- | ------------------------------ |
|       | Travaille actuellement à l'AEW |

| Rang | Champion          | Règnes | Jours | 1re victoire   |
| ---- | ----------------- | ------ | ----- | -------------- |
| 1    | Matthew Jackson   | 3      | 522   | 7 nov. 2020    |
| 1    | Nicholas Jackson  | 3      | 522   | 7 nov. 2020    |
| 3    | Cash Wheeler      | 2      | 248   | 5 sept. 2020   |
| 3    | Dax Harwood       | 2      | 248   | 5 sept. 2020   |
| 5    | Adam Page         | 1      | 228   | 21 janv. 2020  |
| 5    | Kenny Omega       | 1      | 228   | 21 janv. 2020  |
| 7    | Jungle Boy        | 1      | 161   | 5 janv. 2022   |
| 7    | Luchasaurus       | 1      | 161   | 5 janv. 2022   |
| 9    | Anthony Bowens    | 1      | 140   | 21 sept. 2022  |
| 9    | Max Caster        | 1      | 140   | 21 sept. 2022  |
| 11   | Ricky Starks      | 1      | 123   | 7 oct. 2023    |
| 11   | Big Bill          | 1      | 123   | 7 oct. 2023    |
| 13   | Penta El Zero M   | 1      | 122   | 5 sept. 2021   |
| 13   | Rey Fénix         | 1      | 122   | 5 sept. 2021   |
| 15   | Isiah Kassidy     | 1      | 84    | 30 oct. 2024   |
| 15   | Marq Quen         | 1      | 84    | 30 oct. 2024   |
| 17   | Frankie Kazarian  | 1      | 83    | 30 oct. 2019   |
| 17   | Scorpio Sky       | 1      | 83    | 30 oct. 2019   |
| 19   | Keith Lee         | 1      | 70    | 13 juill. 2022 |
| 19   | Swerve Strickland | 1      | 70    | 13 juill. 2022 |
| 21   | Austin Gunn       | 1      | 56    | 8 fév. 2023    |
| 21   | Colten Gunn       | 1      | 56    | 8 fév. 2023    |
| 23   | Bobby Lashley     | 1      | 53+   | 22 janv. 2025  |
| 23   | Shelton Benjamin  | 1      | 53+   | 22 janv. 2025  |
| 25   | Darby Allin       | 1      | 25    | 7 fév. 2024    |
| 25   | Sting             | 1      | 25    | 7 fév. 2024    |

### Par équipe
| Signe | Notes |  | Travaille actuellement à l'AEW |

| Rang | Champion                                                | Règnes | Jours | 1re victoire   |
| ---- | ------------------------------------------------------- | ------ | ----- | -------------- |
| 1    | Young Bucks (Matthew Jackson et Nicholas Jackson )      | 3      | 522   | 7 nov. 2020    |
| 2    | FTR (Cash Wheeler et Dax Harwood )                      | 2      | 248   | 5 sept. 2020   |
| 3    | Adam Page et Kenny Omega                                | 1      | 228   | 21 janv. 2020  |
| 4    | Jurassic Express (Jungle Boy et Luchasaurus )           | 1      | 161   | 5 janv. 2022   |
| 5    | The Acclaimed (Anthony Bowens et Max Caster )           | 1      | 140   | 21 sept. 2022  |
| 6    | Ricky Starks et Big Bill                                | 1      | 123   | 7 oct. 2023    |
| 7    | Lucha Brothers (Penta El Zero M et Rey Fénix)           | 1      | 122   | 5 sept. 2021   |
| 8    | Private Party (Isiah Kassidy et Marq Quen )             | 1      | 84    | 30 oct. 2024   |
| 9    | SoCal Uncensored (Frankie Kazarian et Scorpio Sky )     | 1      | 83    | 30 oct. 2019   |
| 10   | Swerve in our Glory (Keith Lee et Swerve Strickland )   | 1      | 70    | 13 juill. 2022 |
| 11   | The Gunns (Colten Gunn et Austin Gunn )                 | 1      | 56    | 8 fév. 2023    |
| 12   | The Hurt Syndicate (Bobby Lashley et Shelton Benjamin ) | 1      | 53+   | 22 janv. 2025  |
| 13   | Sting et Darby Allin                                    | 1      | 25    | 7 fév. 2024    |